# Malîi Sknît, Slavuta
Malîi Sknît (în ucraineană Малий Скнит) este localitatea de reședință a comunei Malîi Sknît din raionul Slavuta, regiunea Hmelnîțkîi, Ucraina.

## Demografie
Componența lingvistică a localității Malîi Sknît
     Ucraineană (99,33%)
     Alte limbi (0,45%)
Conform recensământului din 2001, majoritatea populației localității Malîi Sknît era vorbitoare de ucraineană (99,33%), existând în minoritate și vorbitori de alte limbi.